# Wireless Gigabit Alliance

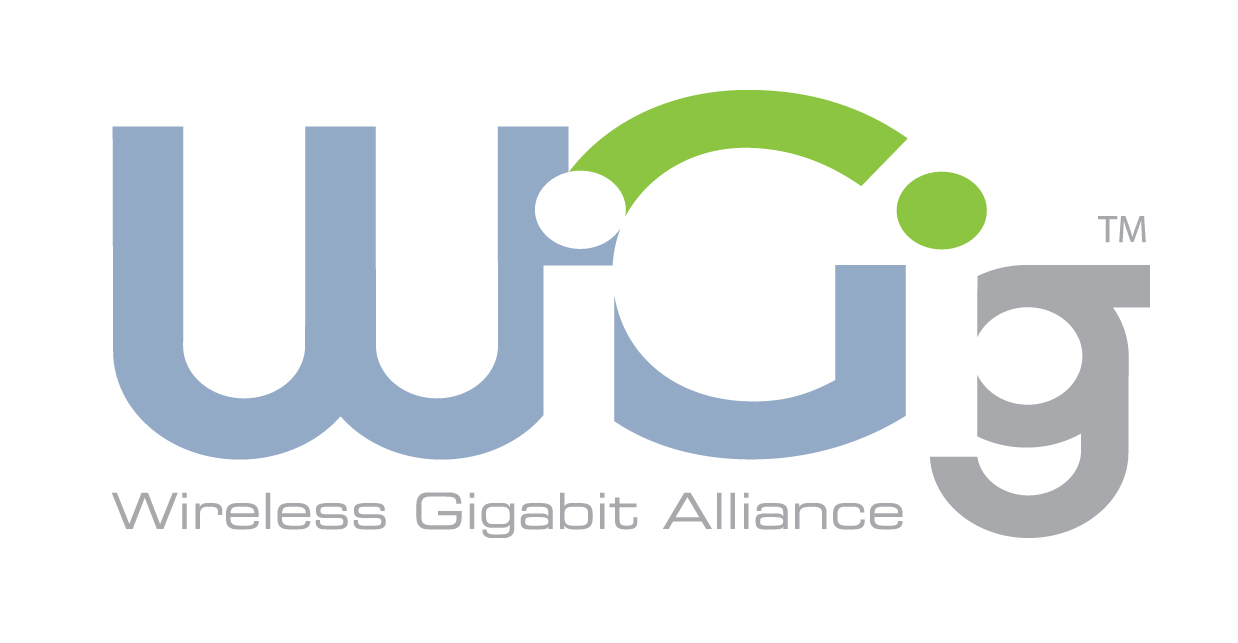
Логотип Альянса WiGig

Wireless Gigabit Alliance (альянс WiGig, рус. Альянс гигабитной беспроводной связи) — организация по содействию принятия WiGig, мультигигабитной технологии беспроводной связи, работающей на нелицензируемой полосе частот 60 ГГц.
О создании WiGig было объявлено 7 мая 2009. О завершении спецификации версии 1.0 WiGig было объявлено в декабре 2009 года. В мае 2010 года WiGig объявил о публикации спецификации, об открытии Adopter Program, а также о соглашении сотрудничества с Wi-Fi Alliance по вопросу о расширении технологий Wi-Fi.
Спецификация WiGig позволит устройствам общаться без проводов на скоростях порядка нескольких гигабит в секунду. Это позволяет получить высокую производительность передачи данных, значительно расширяя возможности беспроводных устройств предыдущих поколений. Трёхдиапазонные устройства WiGig, работающие на частотах 2,4, 5 и 60 ГГц, будут передавать данные со скоростью до 7 Гбит/с, что более чем в 10 раз быстрее, чем самая высокая скорость 802.11n, при сохранении совместимости с существующими Wi-Fi-устройствами.

## Члены альянса
Среди компаний, входящих в состав совета директоров, фигурируют:
- AMD
- Qualcomm Atheros
- Broadcom Corporation
- Cisco Systems
- Dell
- Marvell Technology Group
- MediaTek
- Microsoft
- NEC
- Nokia
- NVIDIA
- Panasonic
- Samsung Electronics
- Toshiba
- Wilocity

Частичное участие принимают компании:
- Agilent Technologies
- Beam Networks
- CSR
- Harman International
- Nitero
- NXP
- Peraso Technologies, Inc.
- Ralink Technology
- Realtek
- Samsung Electro-Mechanics
- SK Telecom
- STMicroelectronics
- Tensorcom, Inc
- Texas Instruments
- TMC

Прекратили участие:
- Корпорация Intel

## Спецификация
Спецификации версии 1.0 WiGig MAC и PHY включают в себя следующие возможности:
- поддерживается скорость передачи данных до 7 Гбит/с — более чем в десять раз быстрее, чем 802.11n;
- дополняет и расширяет спецификацию уровня управления доступом к среде 802.11 и обратную совместимость со стандартом IEEE 802.11;
- физический уровень обеспечивает низкое энергопотребление и высокую производительность WiGig-устройств, что гарантирует совместимость и связь на гигабитных скоростях;
- в настоящее время разрабатывается уровень адаптации протоколов, предназначенный для поддержки специальных системных интерфейсов, включая шины для периферийных устройств ПК и интерфейсов дисплея для HDTV, мониторов и проекторов;
- формирование луча обеспечивает надёжную связь на расстоянии более 10 метров;
- для WiGig-устройств широко используются улучшенные функции безопасности и управления питанием.

## Сотрудничество
10 мая 2010 года Wi-Fi Alliance и Альянс WiGig объявили о сотрудничестве в разработке мультигигабитных беспроводных сетей. Wi-Fi Alliance и Альянс WiGig будет делиться техническими спецификациями для разработки нового поколения сертификационной программы Wi-Fi Alliance для Wi-Fi-устройств, работающих в частотном диапазоне 60 ГГц.

## Конкуренты
WiGig конкурирует с Wireless HD в некоторых приложениях. Wireless HD использует тот же частотный диапазон 60 ГГц, что и WiGig.